# (4481) Herbelin
(4481) Herbelin ist ein Hauptgürtelasteroid, der am 14. September 1985 von Ted Bowell von der Anderson-Mesa-Station des Lowell-Observatoriums aus entdeckt wurde.
Der Asteroid wurde nach Claude Herbelin, einen Freund des Entdeckers, benannt.